# Håkan Eriksson (ishockeyspelare)
Håkan Eriksson, född 24 januari 1956, är en svensk ishockeytränare och före detta ishockeyspelare i Skellefteå AIK, Djurgårdens IF och i svenska landslaget. 
Han har spelat 58 landskamper och är dubbel OS-bronsmedaljör,1980 och -84, samt VM-bronsmedaljör vid VM 1979. Han har vunnit SM två gånger med Skellefteå och Djurgården. 
Säsongen 1985/1986 kallades han och Lars-Fredrik Nyström in som tränare mitt under säsongen för Djurgårdens IF och tog över som en nödlösning efter tränaren "Svesse" Svensson som hade fått sparken.
Jobbar numera som geotekniker på GeoMind i Stockholm.

## Meriter
- SM-guld 1978, 1983
- EM-brons 1979
- VM-brons 1979
- OS-brons 1980, 1984

## Klubbar
- Skellefteå AIK 1974-1978 Division 1/Elitserien
- Djurgårdens IF 1978-1984 Elitserien
- Lidingö HC 1985-1987 Division 1/Division 2